# أحلاف
أحلاف قرية مغربية ، تقع بين الرباط والدار البيضاء، بإقليم بن سليمان وتضم 12.841 نسمة (إحصاء 2 سبتمبر 2004).